# 約穆
約穆是西非國家畿內亞的城鎮，位於該國東南部畿內亞高地，也是約穆省的首府，毗鄰與利比里亞接壤的邊境，農產品有稻米、木薯、咖啡和棕櫚油，2008年人口29,138。